# Solfara Gibeldolce
La solfara Gibeldolce o miniera gibeldolce  è stata una miniera di zolfo sita in provincia di Agrigento nei pressi del comune di Palma di Montechiaro.
La solfara fu aperta dopo il 1880 ed oggi è inattiva.